# Poltrdi sir
Poltrdi siri so siri, v katerih znaša količina vode v nemaščobni snovi sira (v/ns) do 65 odstotkov, tako da ti siri po zorenju vsebujejo okoli 40 do največ 50 odstotkov absolutne vode. Absolutna voda torej označuje celotno količino vode v siru po zorjenju, in je lahko izražena v gramih na kilogram sira ali v odstotkih.

## Delitev sirov
Glede na vsebnost vode v nemaščobnem delu sira:
| zelo trdi siri | do 30 % vode       | siri tipa parmezan: (grana padano, parmigiano lodigiano, parmigiano emiliano, parmigiano reggiano), zbrinc                                                              |
| trdi siri      | od 35 do 45 % vode | bra, tolminc, ementalec, grojer, alpkäse, bohinjski sir, čedar, edamski sir, fontina, fiore sardo, grojer, kačkavalj, montasio, nanoški sir, pecorino, kraški ovčji sir |
| poltrdi siri   | od 40 do 50 % vode | edamec, gavda, maasdamec, tilzit, trapist, bel paese, port salut, provolone, sir za raclette, tete de moine, butterkäse                                                 |
| mehki siri     | nad 50 % vode      | siri s plesnijo v testu ali na površini, siri z mažo na površini |
| sveži siri     | od 85 do 87 % vode | mocarela, skuta, cottage cheese, mascarpone |

Količina vode v nemastni snovi sira je važen podatek, po katerem se lahko opredeljuje tipologija sira. Kolikor mehkejši je sir, tem večji je odstotek vode v njem. Značilne lastnosti sira se namreč oblikujejo v nemaščobni snovi, ki je precej stalen parameter sirov.